# A Guided Tour of Chicago
A Guided Tour of Chicago is het debuutalbum van de Amerikaanse punkband The Lawrence Arms. Het werd op 26 oktober 1999 uitgegeven door het punklabel Asian Man Records. 
Hoewel de meeste beginnende punkbands beginnen met het uitgeven van singles en ep's, gebruikten de bandleden van The Lawrence Arms de al gevestigde relatie met Asian Man Records om onmiddellijk te kunnen beginnen met het opnemen van het debuutalbum, dat later dat jaar werd uitgegeven.

## Nummers
1. "Intro" - 0:04
2. "An Evening of Extraordinary Circumstance" - 2:57
3. "Kevin Costner's Casino" - 1:45
4. "A Guided Tour of Chicago" - 2:43
5. "Take One Down and Pass it Around" - 1:46
6. "Someday We're All Gonna Weigh 400 lbs." - 1:59
7. "The Northside, the L&L, and Any Number of Crappy Apartments" - 3:12
8. "Smokestacks" - 2:14
9. "Detention" - 2:09
10. "Uptown Free Radio" - 1:44
11. "Eighteen Inches" - 5:59

## Band
- Chris McCaughan - gitaar, zang
- Brendan Kelly - basgitaar, zang
- Neil Hennessy - drums